# Montserrat Gatell Pérez
Montserrat Gatell Pérez   (Sabadell, 19 de febrer de 1971) és una política i filòloga catalana.
Va ser presidenta de l'Institut Català de les Dones des del 2011 fins al 2016. Fou diputada provincial a la diputació de Barcelona per CiU i fou l'alcaldessa de Castellar del Vallès. Llicenciada en Filologia Semítica en l'especialitat d'àrab per la Universitat de Barcelona (1994) i en Filologia Catalana per la UOC (2013), Postgrau en Gestió d'administracions públiques per la UAB (2004) i Màster en Humanitats per la UOC (2014), doctora en Llengua i Literatura catalanes i Estudis teatrals (UAB) amb una tesi sobre l'obra de Maria Barbal.
Va néixer l'any 1971 a Sabadell. Va iniciar la seva trajectòria com a regidora de l'ajuntament de Castellar del Vallès l'any 1999 per Convergència i Unió. L'any 2004, l'alcalde Lluís Maria Corominas i Díaz va dimitir per ocupar la seva acta de diputat al Parlament de Catalunya i com a secretari d'organització de CiU i Gatell ocupà el càrrec d'alcaldessa del municipi fins al 2007. Durant el seu mandat es van desenvolupar les obres de la Plaça Major, entre d'altres, no exemptes de polèmica a causa, sobretot, de l'alçada d'un edifici per a usos cultural. La remodelació de l'espai va comportar la instal·lació de nous serveis com un aparcament públic soterrat, la rehabilitació de l'auditori municipal, un nou mercat municipal i l'obertura d'un centre comercial de mitjana superfície, així com l'ordenació viària i comercial del centre del municipi.
Va ser vicepresidenta del Fons Català de Cooperació (2004-2007), membre de la Comissió Mixta d'Educació (2007-2011), i assessora en temes d'igualtat i gènere a l'Associació Catalana de Municipis (2007-2011). Després de les eleccions autonòmiques de 2011, el govern presidit pel president Artur Mas la va nomenar presidenta de l'Institut Català de les Dones, càrrec que va ocupar fins al gener de 2016.
Càrrecs orgànics: 
- Membre del comitè executiu comarcal de Convergència Democràtica de Catalunya - Vallès Occidental (2008-2016).
- Consellera Nacional de Convergència Democràtica de Catalunya (2004-2012).

Membre de l'Esbart teatral de Castellar del Vallès des de 1984, hi participa com a actriu i directora. Va ser presidentea de l'entitat del 2016 al 2022. També ha estat membre de la Coral Musicorum des de 2006, per la qual ha escrit lletres. Autora del conte "Una bona història" publicat per Fundació La Xarxa, del relat finalista del Premi literari Mercè Rodoreda de Molins de Rei "Vèncer les ametlles" publicat a Sota el signe de l'aigua i altres narracions, Barcelona: Publicacions de l'Abadia de Montserrat (2002) i de l'obra de teatre TapperSex, estrenada el 2000 per l'Esbart teatral de Castellar. L'any 2015 va col·laborar en la publicació Pedres a la tartera. 50 veus commemoren el trentè aniversari de la novel·la de Maria Barbal. És autora de desenes d'adaptacions de lletres de cançons al català.
Actualment és professora de català al Col·legi El Casal de Castellar del Vallès, en el qual va començar a treballar l’any 2006, aproximadament.